# Antolín Silva
José Antolín Silva Ormeño (Mulchén, 2 de septiembre de 1885-Puerto Aysén, 1954) fue un colono chileno, conocido por ser el fundador de Balmaceda, el primer poblado importante de la región de Aysén. Fue también agricultor, comerciante, ganadero, carpintero, minero, poeta y jefe de guerrillas.

## Biografía
Hijo de Juan de Dios Silva y de su segunda esposa, Carmen Ormeño.
Entró al servicio militar de Temuco incorporándose a la primera compañía del batallón de Tucapel. Viaja 7 años con su hermano Juan Bautista para instalarse con un boliche llamado Polo Sur. En este periodo se enamoraría de una mujer que hasta en la actualidad se desconoce su identidad, y tendrían 2 hijos: Antonio Arnulfo Silva y Aurelio Silva.[cita requerida]
En 1916 conoce a su primera esposa Adela Bórquez Bórquez. De este matrimonio nace sus hijas: Rosalba, Dalia e Ilda. En marzo de ese mismo año realiza el primer censo de población en el sector de Chile Chico. En 1918 tuvo participación relevante en los sucesos denominados "guerra de Chile Chico".